# یواس‌ای‌تی بافورد
یواس‌ای‌تی بافورد (به انگلیسی: USAT Buford) یک کشتی بود که طول آن ۳۷۰ فوت ۸ اینچ (۱۱۲٫۹۸ متر) بود. این کشتی در سال ۱۸۹۰ ساخته شد.